# Джойоза-Мареа
Джойоза-Мареа (итал. Gioiosa Marea) — коммуна в Италии, располагается в области Сицилия, подчиняется административному центру Мессина.
Население составляет 7199 человек, плотность населения составляет 277 чел./км². Коммуна занимает площадь 26 км². Почтовый индекс — 98063. Телефонный код — 0941.
Покровителем населённого пункта считается святитель Николай Чудотворец. Праздник ежегодно празднуется 6 декабря.